# Aeroporto di Singapore-Changi
L'Aeroporto di Singapore-Changi (IATA: SIN, ICAO: WSSS) è il principale aeroporto di Singapore, tredicesimo al mondo nella movimentazione di passeggeri e uno dei più importanti del Sud-Est Asiatico con i suoi oltre cinquantatré milioni di passeggeri serviti (dicembre 2013). È situato a 20 km a nord-est dalla città di Singapore, nell'area estrema orientale dell'isola in località Changi.
L'aeroporto, dotato di 5 terminal, è l'hub della Singapore Airlines e delle altre compagnie aeree di Singapore (SilkAir, Tiger Airways, Jetstar Asia Airways, Valuair e Jett8 Airlines Cargo); è inoltre utilizzato come hub anche da Garuda Indonesia e come hub-secondario dalla Qantas per le rotte tra l'Australia e l'Europa lungo la Kangaroo Route, anche se la Qantas ha recentemente firmato un accordo con Emirates e ha spostato l'hub secondario proprio da Singapore a Dubai.
Skytrax assegna un rating di 5 stelle all'aeroporto.

## Statistiche
Questo grafico non è disponibile a causa di un problema tecnico.
Si prega di non rimuoverlo.
Vedi la query Wikidata di origine.